# Дмитриевка (Брянская область)
Дмитриевка (Дмитровка, в старину также Дмитровская) — деревня в Гордеевском районе Брянской области, в составе Рудневоробьёвского сельского поселения. Расположена в 1,5 км к северо-западу от деревни Старая Полона. Население — 6 человек (2010).

## История
Упоминается с XIX века; с 1861 до 1924 года в Уношевской волости Суражского (с 1921 — Клинцовского) уезда, в 1924—1929 в Гордеевской волости.
С 1929 года в Гордеевском районе, а в период его временного расформирования — в Клинцовском (1963—1966), Красногорском (1967—1985) районе.
С 1920-х гг. до 2005 года входила в Старополонский сельсовет.